# Liste der Kulturdenkmäler in Nierstein
In der Liste der Kulturdenkmäler in Nierstein sind alle Kulturdenkmäler der rheinland-pfälzischen Ortsgemeinde Nierstein aufgeführt. Grundlage ist die Denkmalliste des Landes Rheinland-Pfalz (Stand: 3. April 2024).

## Nierstein

### Denkmalzonen
| Bezeichnung                               | Lage | Baujahr                 | Beschreibung | Bild                           |
| ----------------------------------------- | --- | ----------------------- | --- | ------------------------------ |
| Denkmalzone Historischer Weinberg „Glöck“ | Breitgasse, Karlmannsteige, An der Bergkirche Lage                                                                                        | 18. und 19. Jahrhundert | ausgedehnter, ins Mittelalter reichende Wingert mit Umfassungsmauern und Pforten, 18. und 19. Jahrhundert, durchquert von der Karlmannsteige | weitere Bilder Fotos hochladen |
| Denkmalzone Stadtkern                     | Marktplatz 1–9 (ungerade Nummern), 2–12 (gerade Nummern), Langgasse 35, Tempelhof 1 und 3, Saalpförtchen 2, Karolingerstraße 1 und 2 Lage | 16. bis 19. Jahrhundert | geschlossene Bebauung des 16. bis späteren 19. Jahrhunderts um den Marktplatz mit einem wesentlichen Teil des Gründungskerns Niersteins mit bedeutenden öffentlichen Gebäuden (Amtshaus, evangelisches Pfarrhaus, Altes Rathaus, Posthalterei, Herberge) und ehemaligen Adelshöfen | weitere Bilder Fotos hochladen |
| Denkmalzone Schlossgut                    | Oberdorfstraße 40–54 (gerade Nummern), Fäulingstraße 2–8 (gerade Nummern), Häfnergasse 2–10 (gerade Nummern) Lage                         | ab dem 16. Jahrhundert  | Adelshof (Heusenstamm, Gemmingen, Rollingen, Layen); seit dem 16. Jahrhundert gewachsene bauliche Gesamtanlage, Bestand im Wesentlichen aus dem 18. und 19. Jahrhundert; Nr. 50 repräsentatives barockes Torhaus mit Mansarddach, wohl aus der ersten Hälfte des 18. Jahrhunderts; barocke Spolien: reicher Wappenstein (von Rollingen), 1730er Jahre, zwei Reliefsteine; zwei Bruchsteinscheunen mit wohl spätgotischen Schildgiebeln; eingeschossige Häuslerwohnungen (?), seit dem frühen 19. Jahrhundert ersetzt oder überformt; Teile der Umfassungsmauer, wohl aus dem 17. oder 18. Jahrhundert | weitere Bilder Fotos hochladen |

### Einzeldenkmäler
| Bezeichnung                         | Lage                                                                                | Baujahr                                | Beschreibung | Bild                           |
| ----------------------------------- | ----------------------------------------------------------------------------------- | -------------------------------------- | --- | ------------------------------ |
| Bildstock                           | An der Bergkirche, bei Nr. 4 Lage                                                   | 15. oder 16. Jahrhundert               | spätgotischer Bildstock, wohl aus dem 15. oder 16. Jahrhundert | Fotos hochladen                |
| Katholisches Pfarrhaus              | An der Bergkirche 28 Lage                                                           | 1906                                   | ehemals katholisches Schwesternhaus; neubarocker Backsteinbau mit Mansardwalmdach, bezeichnet 1906, Architekt Paul Meissner, Darmstadt; im Dachreiter Glocke von 1645; ortsbildprägend mit der Kilianskirche | weitere Bilder Fotos hochladen |
| Katholische Pfarrkirche St. Kilian  | An der Bergkirche 32 Lage                                                           | gegen 1200                             | romanischer Chorturm, wohl gegen 1200, spätbarockes Glockengeschoss und Langhaus, 1773/76; karolingischer(?) Türsturz | weitere Bilder Fotos hochladen |
| Kreuz und Grabmäler                 | An der Bergkirche, bei Nr. 32 Lage                                                  | 18. Jahrhundert                        | auf dem alten Kirchhof: barockes Kruzifix mit qualitätvollem Korpus, bezeichnet 1736; in der westlichen Begrenzungsmauer beschädigtes barockes Epitaph für Maria Mar[garetha …] († 1710) mit Allianzwappen; Bruchstück eines Grabsteins für Maria Catharina Zimmermann († 1736) | Fotos hochladen                |
| Kapelle und Grabmäler               | An der Bergkirche, bei Nr. 32 Lage                                                  | zweite Hälfte des 19. Jahrhunderts     | auf dem nördlich angrenzenden katholischen Friedhof: - Kapellchen, offene Holzkonstruktion mit verziertem Freigespärre, bezeichnet 1860, darin Missionskreuzigungsgruppe - Grabmal Familie Vowinkel und Burger: um 1860/70 - Grabmal Eheleute Kornelius Strub († 1948): Stele mit vegetabiler Bekrönung, um 1860/70 - Grabmal Familie Balbach: mit Baumkreuz und neugotischer Einfassung, um 1870/80 - Grabmal Familie Jacob Schmitt († 1870): Schauwand mit antikischer Ädikula, geschmiedete Einfriedung - Grabmal Familie Caspar Senfter I († 1901): Trauernde in neuklassizistischer Ädikula - Grabmal Ehepaare Valentin Frank und Wilhelm Richard Scherer († 1901): von Vasen flankiertes Kruzifix - Grabmal Familie Reinhold Senfter: eingefriedete Anlage mit segnendem Christus nach Bertel Thorvaldsen, 1930er Jahre - Grabmal Eheleute Weiß und Friesenecker: Christusfigur zwischen Stelen, um 1950, Kunststein - Grabmal Magdalena Unrath geborene Zimmermann († 1950) und Maria Magdalena Schuchert geborene Unrath: Stele mit Relief des kreuztragenden Christus | weitere Bilder Fotos hochladen |
| Weingut                             | Bildstockstraße 10 Lage                                                             | 1863                                   | herrschaftliche spätklassizistische Dreiflügelanlage, 1863, Architekt S. Schmitt, Nierstein; ausgedehnter Garten, jetzt Gemeindepark | Fotos hochladen                |
| Menhir                              | Bildstockstraße, bei Nr. 10 im Gemeindepark Lage                                    |                                        | jungsteinzeitlicher Kalksteinblock | Fotos hochladen                |
| Kriegerdenkmal                      | Bildstockstraße, bei Nr. 10 im Gemeindepark Lage                                    | nach 1950                              | Kriegerdenkmal 1914/18 und 1939/45; kreisrunde Anlage über Freitreppe, Doppelarkade mit reliefierter Gewandfigur, nach 1950 | Fotos hochladen                |
| Hofanlage                           | Fronhof 1 Lage                                                                      | zweite Hälfte des 18. Jahrhunderts     | im Kern wohl spätmittelalterliche Hofanlage; barockes Wohnhaus mit Krüppelwalmdach, zweite Hälfte des 18. Jahrhunderts mit älteren Teilen, Ökonomie mit Krüppelwalmdach, 18. Jahrhundert mit älteren Teilen, tonnengewölbte Kelleranlage, teilweise um 1810/20 (?); an der Remise Giebelwand gotischer Bautradition (Rest der St. Peterskapelle?); in der Gartenmauer Grenzstein der Mainzer Kartause, bezeichnet 1709; platzbildprägend | Fotos hochladen                |
| Dorfschmiede                        | Fronhof 5 Lage                                                                      | erste Hälfte des 18. Jahrhunderts      | barocke Einfirstanlage, teilweise Zierfachwerk, erste Hälfte des 18. Jahrhunderts | Fotos hochladen                |
| Kurpfälzisches Kelterhaus           | Fronhof 7 Lage                                                                      | 1722                                   | im Kern barocke Dreiflügelanlage, herrschaftliches Hauptgebäude mit Wohnung, Kelterhaus und Pferdestall, Kellerabgang bezeichnet 1722, im dreiteiligen tonnengewölbten Weinkeller Holzfässer mit geschnitzten und gemalten Böden, 1920er Jahre; weitläufiger Garten, Gartenpavillon um 1900 | Fotos hochladen                |
| Wein- und Sektkellerei              | Fronhof 9 Lage                                                                      | 1725                                   | durch weitgehenden Umbau einer im Kern barocken Hofanlage in den 1880er Jahren entstanden; winkelförmige Anlage: langgestrecktes Wohnhaus über tonnengewölbtem Keller, Krüppelwalmdach, bezeichnet 1725; zweiteiliges Kellereigebäude, teilweise Fachwerk, großvolumige Kelterhalle in Klinkerbauweise; weitläufige, in mindestens drei Abschnitten erstellte tonnengewölbte Kelleranlage, bezeichnet 1898 und 1889; Prunkfässer, zwei bezeichnet 1922, zwei von Bildhauer R. Hensel, Mainz | Fotos hochladen                |
| Hofanlage                           | Fronhof 11 Lage                                                                     | späteres 18. Jahrhundert               | Hakenhof; barockes Wohnhaus, teilweise Fachwerk (verputzt), späteres 18. Jahrhundert mit spätgotischem Schildgiebel, Ökonomie; straßenbildprägend | Fotos hochladen                |
| Wohnhaus                            | Fronhof 18 Lage                                                                     | um 1700                                | barockes Eckwohnhaus, teilweise Zierfachwerk, um 1700 | Fotos hochladen                |
| Geismarer Hof                       | Geismarer Hof 8/10, 11/12/13 Lage                                                   | 17. Jahrhundert                        | Adelshof (Mosbach, Lindenfels, Geismar), um 1600; Nr. 8/10 Herrenhaus, im Kern wohl aus dem 17. Jahrhundert, im 19. Jahrhundert teilweise verändert; Nr. 11/12/13 ehemalige Scheune und Kelterhaus, Bruchsteinbau mit Schildgiebeln; übrige Nebengebäude: Klinkerbauten vom Ende des 19. und Anfang des 20. Jahrhunderts | BW                             |
| Spolie                              | Große Fischergasse, an Nr. 35 Lage                                                  | frühes 18. Jahrhundert                 | Ofenfuß mit Blattmaske, wohl aus dem frühen 18. Jahrhundert | BW                             |
| Grabmäler                           | Hinter Saal, auf dem Friedhof Lage                                                  | zweite Hälfte des 19. Jahrhunderts     | Friedhof 1808 eröffnet; Eisenzaun zum Teil erhalten - Grabmal Kornelius Strub († 1948): wiederverwendete Stele mit Volutenbekrönung - Grabmal Johann Georg Mittel I († 1862): Gusseisenkreuz, Grabeinfassung - Grabmal Stephan Sandmann († 1863): Rotsandsteinstele, im kleeblattförmigen oberen Abschluss Cherubim - Grabmal Anna Maria Schlamp († 1873): zinnenbekrönte gotisierende Stele - Grabmal Familie Jakob Zotzmann († 1911): neuklassizistische Urne, Grabeinfassung - Grabmal Familie Sander, u. a. Adam Sander III († 1899): neuklassizistische Schauwand mit toskanischer Säulenädikula, Sandsteineinfassung | weitere Bilder Fotos hochladen |
| Evangelische Trauerhalle            | Hinter Saal 15 Lage                                                                 | Anfang der 1960er Jahre                | ehemalige evangelische Trauerhalle; zeittypisch nüchterner Rechteckbau, quadratischer Turm mit Pyramidenhelm, Betonglasfenster, hufeisenförmig gruppierte Anräume, Anfang der 1960er Jahre | weitere Bilder Fotos hochladen |
| Villa                               | Hinter Sundheim 6 Lage                                                              | gegen 1905                             | Villa im Landhauscharakter mit Weingarten, gegen 1905, Architekt Christian Hofmeister, Nierstein; im hohen Sockelgeschoss ehemaliges Kelterhaus, Wohn- und Dachgeschoss mit vorgeblendeter Fachwerkfront mit übereinandergestellten Loggien, dreigeschossiger Treppenturm mit Spitzhelm; im Garten polygonaler Pavillon | Fotos hochladen                |
| Wohnhaus                            | Hinter Sundheim 12 Lage                                                             | 1895                                   | stattlicher Bruchsteinbau, Neurenaissance, 1895, Architekt Jakob Philipp Hahn | Fotos hochladen                |
| Weingut Fritz Josef Schwibinger     | Karolingerstraße 1 Lage                                                             | 1883                                   | spätklassizistisches Wohnhaus und Nebengebäude, 1883, Entwurf durch Geometer L. Schmitt; straßenbildprägende Baugruppe | weitere Bilder Fotos hochladen |
| Hofanlage                           | Karolingerstraße 6 Lage                                                             | 1715                                   | Hofanlage; Weinkellerei mit Gastronomie; barocker Krüppelwalmdachbau, teilweise Zierfachwerk, bezeichnet 1715, Saalbau 1930er Jahre, Kellereigebäude im Heimatstil, um 1910, Architekt Christian Hofmeister, Nierstein, ausgedehnte Weinkelleranlage | weitere Bilder Fotos hochladen |
| Weingut                             | Karolingerstraße 9 Lage                                                             | um 1840                                | Dreiflügelanlage; villenartiger klassizistischer Walmdachbau nach italienischen Vorbildern, um 1840, tonnengewölbte Kelleranlage, Kelterhaus 1933/34 umgebaut und erweitert, Gussrelief bezeichnet 1934 | Fotos hochladen                |
| Mathildenhof                        | Langgasse 3 Lage                                                                    | 16. bis 19. Jahrhundert                | ehemaliges Weingut der Freiherren von Heyl zu Herrnsheim; Dreiflügelanlage, 16. bis 19. Jahrhundert; Nordflügel: spätbarocker, spätklassizistisch überformter Putzbau, teilweise Fachwerk, im Keller wiederverwendetes Portal, bezeichnet 1574; anschließend spätklassizistischer Zweiflügelbau mit Belevedereturm, 1861, Architekt Karl Wetter, Mainz, Ökonomie; stattliches Arbeiterwohnhaus, 1865; englischer Landschaftsgarten, wohl ab 1861, Franz Heinrich Siesmayer, Bockenheim bei Frankfurt am Main, mit altem Baumbestand und Gartenpavillon | Fotos hochladen                |
| Kindergarten                        | Langgasse 18 Lage                                                                   | 1904                                   | ehemals evangelische Kleinkinderschule; Putzbau mit Jugendstilmotiven, bezeichnet 1904, Architekt Christian Hofmeister, Nierstein; mit Ausstattung | Fotos hochladen                |
| Hofanlage                           | Langgasse 24 Lage                                                                   | 1879                                   | Hofanlage; spätklassizistischer Bruchsteinbau, 1879, Kelterhaus bezeichnet 1912 und Querscheune um 1910, Backsteinbauten, gusseiserne Schwengelpumpe | Fotos hochladen                |
| Wohnhaus                            | Langgasse 28 Lage                                                                   | frühes 18. Jahrhundert                 | barockes Wohnhaus, teilweise Zierfachwerk, wohl aus dem frühen 18. Jahrhundert, Ökonomie, Backsteinbau um 1900, stattliche Hoftoranlage; straßenbildprägend | Fotos hochladen                |
| Haxthäuser Hof                      | Langgasse 35 Lage                                                                   | 1726                                   | Adelshof (Haxthäuser Hof); neunachsiger barocker Mansardwalmdachbau, Hoftorbogen bezeichnet 1726; mit Ausstattung, zweischiffige Kelleranlage; platzbildprägend | Fotos hochladen                |
| Wohnhaus                            | Mainzer Straße 6 Lage                                                               | 1900                                   | stattliches späthistoristisches Wohnhaus, bezeichnet 1900, Architekt G. Ohlenschläger, Frankfurt am Main; mit Ausstattung, Flaschenkeller, Fasskeller; aufwändig gestaltete Ökonomie, 1899/1900, Architekt Carl Rumpf, Darmstadt | weitere Bilder Fotos hochladen |
| Weingut Ziegler                     | Mainzer Straße 40 Lage                                                              | 18. und 19. Jahrhundert                | Winkelhof, 18. und 19. Jahrhundert; im Kern barockes Wohn- und Kelterhaus, zumindest teilweise Aufstockung 1863; rückwärtig Kelterhaus mit Weinkeller und Stall, 1885; Hoftor aus dem späten 19. Jahrhundert, Garten | Fotos hochladen                |
| Weingut                             | Mainzer Straße 48 Lage                                                              | 1924/25                                | Weingut in barockisierend-klassizierenden Formen; anspruchsvolle Walmdachvilla, 1924/25, Architekt Karl Latteyer, Ludwigshafen, Ausstattung; parkartiger Garten; hakenförmige Ökonomie, 1921, Architekt Regierungsbaumeister Paul Illert, Nierstein; fünfachsige Remise und Pferdestall, bezeichnet 1924 | weitere Bilder Fotos hochladen |
| Wohnhaus                            | Mainzer Straße 62 Lage                                                              | 1893                                   | Eckwohnhaus; stattlicher Neurenaissancebau, bezeichnet 1893, Architekt Christian Hofmeister, Nierstein | Fotos hochladen                |
| Altes Rathaus                       | Marktplatz 1 Lage                                                                   | 1838                                   | jetzt Museum; spätklassizistischer Walmdachbau, 1838 mit älteren Teilen, Torbogen vom Vorgänger bezeichnet 1783; platzbildprägend | weitere Bilder Fotos hochladen |
| Adelshof                            | Marktplatz 3 Lage                                                                   | 1593                                   | Adelshof (Knebel, Hundt von Saulheim); Renaissancebau, teilweise Fachwerk, bezeichnet 1593, im 18. Jahrhundert barock überformt; barocker Hoftorbogen, bezeichnet 1760; großvolumige Mansardwalmdachscheune (heute zu Karolingerstraße 2 gehörig) | Fotos hochladen                |
| Adelshof                            | Marktplatz 5 Lage                                                                   | 1664                                   | Adelshof (Knebel, Waldbott von Bassenheim); stattlicher Walmdachbau, angeblich von 1664 (im Kern wohl aus dem 16. oder 17. Jahrhundert), im 18. oder 19. Jahrhundert klassizistisch überformt; mit Ausstattung | Fotos hochladen                |
| Spolie                              | Marktplatz, an Nr. 6 Lage                                                           | 1752                                   | barocke Spolie; Schlussstein, bezeichnet 1752 | Fotos hochladen                |
| Wohnhaus                            | Marktplatz 9 Lage                                                                   | 18. Jahrhundert                        | Putzbau, teilweise Fachwerk, im Kern aus dem 18. Jahrhundert mit älteren Teilen; platzbildprägend | weitere Bilder Fotos hochladen |
| Kriegerdenkmal                      | Marktplatz, bei Nr. 9 Lage                                                          | vor 1880                               | Kriegerdenkmal 1870/71; aufgesockelter reliefierter Obelisk mit Bronzeadler, wohl vor 1880 | weitere Bilder Fotos hochladen |
| Metternichhof                       | Oberdorfstraße 2 Lage                                                               | zweite Hälfte des 15. Jahrhunderts     | Adelshof (Mauchenheim, Erpfenstein, Metternich); wohnturmartiger Kernbau, zweite Hälfte des 15. Jahrhunderts, Erweiterungsbau mit Fachwerkobergeschoss und Treppenturm, datiert vor 1549, eingeschossiger Anbau, zweite Hälfte des 19. Jahrhunderts (?) | Fotos hochladen                |
| Spolie                              | Oberdorfstraße, an Nr. 5/7 Lage                                                     | 1600                                   | Werkstein, bezeichnet 1600 | weitere Bilder Fotos hochladen |
| Keller                              | Oberdorfstraße, unter Nr. 6 Lage                                                    |                                        | spätmittelalterlich-frühneuzeitliche Keller, mehrteilige tonnengewölbte Bruchsteinanlage | BW                             |
| Wohnhaus                            | Oberdorfstraße 9 Lage                                                               | drittes Viertel des 18. Jahrhunderts   | spätbarocker Mansarddachbau, teilweise Fachwerk (verputzt), drittes Viertel des 18. Jahrhunderts, Hoftorbogen bezeichnet 1773 | Fotos hochladen                |
| Wohnhaus                            | Oberdorfstraße 17, Fronhof 22 Lage                                                  | erste Hälfte des 18. Jahrhunderts      | Eck-Doppelwohnhaus; barocker Krüppelwalmdachbau, teilweise Fachwerk (verputzt), wohl aus der ersten Hälfte des 18. Jahrhunderts | weitere Bilder Fotos hochladen |
| Wohnhaus                            | Oberdorfstraße 25 Lage                                                              | spätes 16. oder frühes 17. Jahrhundert | Wohnhaus, spätes 16. oder frühes 17. Jahrhundert, im 19. Jahrhundert überformt, Kelterhaus und Querscheune um 1900/22 | weitere Bilder Fotos hochladen |
| Spolie                              | Oberdorfstraße, an Nr. 27 Lage                                                      | 1538                                   | Werkstein, bezeichnet 1538 | weitere Bilder Fotos hochladen |
| Franz Josef Sandersches Weingut     | Oberdorfstraße 28 Lage                                                              | 1895                                   | spätgründerzeitlicher Klinkerbau, bezeichnet 1895, Architekt H. Windisch, Dexheim, Ausstattung; Ökonomie mit Kelterhaus und Stallung, 1923, Architekt J. Staab, Worms, mit Renaissance-Spolie, Hermenpilaster, spätes 16. Jahrhundert | Fotos hochladen                |
| Hofanlage                           | Oberdorfstraße 32 Lage                                                              | 18. und 19. Jahrhundert                | Dreiseithof, 18. und 19. Jahrhundert; tonnengewölbt teilunterkellertes Wohnhaus, teilweise Fachwerk (verputzt), Kellerbogen bezeichnet 1760; Stallgebäude bezeichnet 1828, Fenster mit wiederverwendeten spätgotisch profilierten Gewänden, Kelterhaus, großvolumige Querscheune und Schweineställe, spätes 19. Jahrhundert | weitere Bilder Fotos hochladen |
| Hofanlage                           | Oberdorfstraße 34 Lage                                                              | 17. bis 20. Jahrhundert                | Hofanlage, 17. bis 20. Jahrhundert; Wohnhaus mit integriertem Kelterhaus, großvolumiger Putzbau, um 1850 mit älterem Kern (16. oder 17. Jahrhundert ?), Probierstube mit aufwändiger Neurenaissance-Ausstattung um 1880/90, zweischiffiger tonnengewölbter Stützenkeller, Weinfass mit geschnitztem Boden, bezeichnet 1933; Scheune mit Remise, barocker Mansarddachbau, Umbau 1911; terrassierten Garten, Hauswingert, Stützmauer 17. oder 18. Jahrhundert, Pavillon | weitere Bilder Fotos hochladen |
| Spolie                              | Oberdorfstraße, an Nr. 70 Lage                                                      | um 1600                                | profilierter Sturz eines Renaissanceportals mit Handwerkerzeichen eines Steinmetzen, um 1600 | weitere Bilder Fotos hochladen |
| Elektrizitätswerk                   | Pestalozziplatz 1, Ernst-Ludwig-Straße 20 Lage                                      | 1900                                   | neugotische Baugruppe, 1900 | weitere Bilder Fotos hochladen |
| Schulhaus                           | Pestalozziplatz 5 Lage                                                              | 1893                                   | spätgründerzeitliche Zweiflügelanlage, bichrome Klinkerbauten, Neurenaissance, 1893, Architekt Heinrich Löffelholz, (Mainz)-Kastel | Fotos hochladen                |
| Villa                               | Rheinallee 55 Lage                                                                  | 1900                                   | anspruchsvolle Winzervilla, Mischformen von Spätgotik und Renaissance mit Jugendstileinflüssen, bezeichnet 1900, Architekt Peter Gustav Rühl, Mainz | Fotos hochladen                |
| Weingut                             | Rheinallee 57 Lage                                                                  | 1841/42                                | spätklassizistische Vierseitanlage, 1841/42, Architekt Mayr, Oppenheim; siebenachsiger Kalkbruchsteinbau, Wintergarten von 1901, Stallungen und Remise mit Wohngeschoss von 1868, parkartiger Garten mit Umfassungsmauer; Kelleranlage, 1901, Architekt Peter Gustav Rühl, Mainz | BW                             |
| Villa                               | Rheinallee 60 Lage                                                                  | 1895                                   | spätgründerzeitliche Winzervilla; herrschaftlicher Putzbau, Mischformen aus Neugotik und Neurenaissance, 1895, Architekt Franz von Hoven, Frankfurt am Main, Ausstattung, Garten | BW                             |
| Weinkellerei Louis Guntrum          | Rheinallee 62 Lage                                                                  | 1924–1925                              | qualitätvolle Bautengruppe in barockisierendem Heimatstil, bezeichnet 1924–1925, Architekt Reinhold Weisse, Mainz, ausgedehnte Kelleranlage: vier korbtonnengewölbte Gär- und Lagerkeller und doppelstöckige, zweischiffige Flaschenkeller, zahlreiche Eichenfässer, teilweise mit reich geschnitzten Böden; eineinhalbgeschossiges Wirtschaftsgebäude, teilweise Zierfachwerk, 1895, Architekt Franz von Hoven, Frankfurt am Main, Stallanbau 1898 | BW                             |
| Grenzstein                          | Rheinstraße, an Nr. 5 Lage                                                          | 1742                                   | Grenzstein mit Wappen der Freiherren von Frankenstein, bezeichnet 1742 | BW                             |
| Hofanlage                           | Rheinstraße 8 Lage                                                                  | um 1700                                | Dreiseithof; barocker Walmdachbau, teilweise Fachwerk, wohl um 1700, rückwärtig Bruchsteinscheune 19. Jahrhundert; straßenbildprägend | Fotos hochladen                |
| Hofanlage                           | Rheinstraße 10 Lage                                                                 | 1814                                   | Vierseithof; eingeschossiges Wohnhaus, bezeichnet 1814, zweigeschossiger Trakt mit Torfahrt, bezeichnet 1814, Querscheune, Remise, Stallgebäude mit Mansarddach | weitere Bilder Fotos hochladen |
| Herdingsches Schloss                | Rheinstraße 15 Lage                                                                 | 1836–39                                | herrschaftliche Anlage mit Gartenareal, 1836–39, Architekt Mutisch-Lechner; dreizehnachsiger spätklassizistischer Walmdachbau nach italienischen Vorbildern, mit integrierter Schlosskapelle mit nazarenischer Ausmalung, bezeichnet 1842, von Jakob Götzenberger und Georg Forster; dreischiffiger pfeilergestützter Keller, bezeichnet 1836; straßenbildprägend | weitere Bilder Fotos hochladen |
| Rheingässer Mühle                   | Rheinstraße 22 Lage                                                                 | 1739                                   | barockes Wohnhaus, teilweise Fachwerk, bezeichnet 1739 | Fotos hochladen                |
| Hofanlage                           | Rheinstraße 28 Lage                                                                 | Mitte des 19. Jahrhunderts             | Vierseithof, Mitte des 19. Jahrhunderts; Wohnhaus mit älteren Teilen, Scheune, ausgedehnte Weinkeller, Kelterschuppen, Remise, zweiteilige Toranlage; straßenbildprägend | weitere Bilder Fotos hochladen |
| Sophienkirche                       | Rheinstraße 36 Lage                                                                 | 1728/29                                | ehemalige lutherische Sophienkirche mit Schulhaus; barocker Walmdachbau, 1728/29, tonnengewölbter Weinkeller von 1893, Aufstockung zum Wohnhaus (1930er Jahre?); ehemaliges lutherisches Schulhaus, 18. Jahrhundert | Fotos hochladen                |
| Torbogen                            | Rheinstraße, an Nr. 38 Lage                                                         | 1765                                   | spätbarocker Torbogen, bezeichnet 1765 | weitere Bilder Fotos hochladen |
| Kurpfälzische Kollektur             | Saalpförtchen 2 Lage                                                                | 16. oder 17. Jahrhundert               | Walmdachbau, im Kern aus dem 16. oder 17. Jahrhundert, im 18. Jahrhundert überformt; Scheune mit spätgotischem Schildgiebel; platzbildprägend | weitere Bilder Fotos hochladen |
| Wirtschaftsgebäude und Gartenanlage | Schmiedgasse 9/11 Lage                                                              | 1907                                   | Ökonomie und Garten des Weinguts Geschwister Schuch, 1907; Kelterhalle: repräsentativer Krüppelwalmdachbau, Ausstattung im Jugendstil; Kelleranlage: fünfschiffige Betonkonstruktion auf 16 Pfeilern; Garten mit eiserner Pergola, künstlichem Hügel über Eiskeller, Grottenarchitektur | Fotos hochladen                |
| Sironabad                           | Sironastraße, bei Nr. 8 Lage                                                        | 1. Jahrhundert n. Chr.                 | fünf miteinander, teilweise über Treppen und Fenster kommunizierende tonnengewölbte Räume mit Sandsteinplattenböden auf mehreren Ebenen, 1. Jahrhundert n. Chr.; Quellfassung mit antikisierendem Brunnenstock, umgeben von drei kleinen Wasserbecken; römischer Votivaltar, bezeichnet 1802 (Wiederaufstellung) | Fotos hochladen                |
| Wintergarten                        | Sironastraße, zu Nr. 10 Lage                                                        | 1867                                   | Eckpfeiler und Brüstungszone aus Sandstein, im Übrigen filigrane Gusseisenkonstruktion unter Pultdach, Neurenaissance, 1867 | BW                             |
| Evangelischer Pfarrhof              | Tempelhof 1 Lage                                                                    | um 1700                                | Pfarrhaus: barocker Krüppelwalmdachbau, teilweise Fachwerk, wohl um 1700, im Kern eventuell spätmittelalterlich, zwei tonnengewölbte Keller, Ökonomie mit Walmdach, wohl noch aus dem 18. Jahrhundert, Waschküche 19. Jahrhundert; Einfriedungsmauer, Pfarrgarten und Wingert | weitere Bilder Fotos hochladen |
| Evangelische Pfarrkirche            | Tempelhof 2 Lage                                                                    | 12. Jahrhundert                        | ehemals St. Martin; im Kern romanischer Chorturm, 12. Jahrhundert, Glockengeschoss bezeichnet 1563, Kuppelhelm, Ostportal und Vorhalle 1895/96; Umbau des barocken Schiffs (1782–1787) und Erweiterung 1895/96, Architekt Kirchenbaumeister Carl Schwartze, Darmstadt; Spolie, bezeichnet 1370 (Bauinschrift); in der Turmhalle Grabmäler, 16. und 18. Jahrhundert | weitere Bilder Fotos hochladen |
| Kirchhof                            | Tempelhof, bei Nr. 2 Lage                                                           | 12. Jahrhundert                        | Kirchhof mit im Kern mittelalterlicher Ummauerung mit romanischer Pforte, 12. Jahrhundert, und spätgotischem Schalenturm; klassizierendes Kriegerdenkmal 1914/18, reliefierter Muschelkalkpfeiler, erste Hälfte der 1920er Jahre | weitere Bilder Fotos hochladen |
| Wohnhaus                            | Tempelhof 3 Lage                                                                    | 1776                                   | spätbarocker Krüppelwalmdachbau, teilweise Fachwerk (verputzt), bezeichnet 1776; tonnengewölbter Keller mit wohl spätmittelalterlich-frühneuzeitlichen Stichgängen | Fotos hochladen                |
| Wohnhaus                            | Uttrichstraße 2 Lage                                                                | 17. Jahrhundert                        | Fachwerkhaus (verputzt), im Kern wohl aus dem 17. Jahrhundert, Umbau (?) bezeichnet 1722; straßenbildprägend | Fotos hochladen                |
| Weingut Gustav Adolf Schmitt        | Wilhelmstraße 2/4 Lage                                                              | 1920er Jahre                           | Dreiflügelanlage in barockisierenden Formen, 1920er Jahre; zehnachsiger barockisierender Hauptbau mit Mansardwalmdach, 1922, Architekt Freundlich, Biebrich; großvolumige Kelterhalle, 1924, Architekt Karl Kähler, Wiesbaden; Betriebsgebäude mit Walmdach und Rundturm, teilweise vor 1922; aufwändig gestalteter Laufbrunnen; weitläufige Kelleranlage; straßenbildprägend | Fotos hochladen                |
| Wohnhaus                            | Wilhelmstraße 15 Lage                                                               | 1899                                   | villenartiges späthistoristisches Wohnhaus, 1899, Architekt G. Ohlenschläger, Frankfurt am Main; straßenbildprägend | Fotos hochladen                |
| Villa                               | Wörrstädter Straße 16, Am langen Rech 1a Lage                                       | 1882                                   | späthistoristische Villa; kubischer Kalkbruchsteinbau mit Rundturm, 1882, Architekt Carl Schwartze, Oppenheim | BW                             |
| Weingut                             | Wörrstädter Straße 18/20 Lage                                                       | 1881                                   | Winzeranwesen; Nr. 20: spätklassizistische Villa, kubischer Walmdachbau, 1881, Architekt Engel, Oppenheim; Nr. 18: Kelterhaus mit Krüppelwalmdach, 1907, Architekt Jakob Philipp Hahn, Kelleranlage; in der Straßenfassade römischer Grabstein | BW                             |
| Villa                               | Wörrstädter Straße 19 Lage                                                          | 1900                                   | repräsentativer Krüppelwalmdachbau, Neurenaissance, bezeichnet 1900, Architekt Ludwig Becker, Mainz | BW                             |
| Niersteiner Warte                   | nordwestlich des Ortes in den Weinbergen; Flur An der Warte Lage                    | 14. oder 15. Jahrhundert               | spätgotischer Rundturm, wohl aus dem 14. oder 15. Jahrhundert, Veränderungen 1839 und 1914 | weitere Bilder Fotos hochladen |
| Wegekreuz                           | nordwestlich des Ortes und südöstlich der Niersteiner Warte; Flur An der Warte Lage | 15. oder 16. Jahrhundert               | Wegekreuz; Rotsandstein, wohl spätmittelalterlich (15. oder 16. Jahrhundert ?) | BW                             |

## Schwabsburg

### Einzeldenkmäler
| Bezeichnung                   | Lage                                               | Baujahr                            | Beschreibung | Bild                           |
| ----------------------------- | -------------------------------------------------- | ---------------------------------- | --- | ------------------------------ |
| Burgruine Schwabsburg         | Schwabsburg, Am Schloss Lage                       | frühes 13. Jahrhundert             | Bergfried der wohl im frühen 13. Jahrhundert gegründeten, 1620 zerstörten Reichsburg; quadratischer, mit Buckelquadern aus Muschelkalk verblendeter Bau; ortsbildprägend | weitere Bilder Fotos hochladen |
| Kriegerdenkmal und Grabmäler  | Schwabsburg, Backhausstraße, auf dem Friedhof Lage | 19. Jahrhundert                    | Friedhof wohl im frühen 19. Jahrhundert angelegt - Kriegerdenkmal 1914/18, sterbender Soldat - Grabmal Eheleute Cornelius Klaus († 1894): gotisierende Stele mit Christuskopf - Grabmal Eheleute Johann Jung V († 1897): Pilasterädikula mit Urnenaufsatz - Grabmal Eheleute Johann Glock III († 1897): säulchengegliederte Stele - Grabmal Eheleute Adolf Pelz († 1925): gebrochene Säule mit Draperie - Grabmal Familie Friedr. Luff († 1911): Säulenstümpfe mit Lorbeerkranz - Grabmal Eheleute Adam Borngässer I († 1889) und Catharina Borngässer († 1886) mit drei als Säuglingen verstorbenen Kindern: zwei schlanke Stelen mit Dreiecksverdachung - Grabmal Philipp Peter Wick († 1889): Figur einer Trauernden gestützt auf Säulenstumpf - Grabmal Christina Strub geborene Strub († 1889): gebrochene Säule mit Blütenkranz - Grabmal Sophie Frank geborene Binzel († 1889): Stele mit reliefiertem Engelskopf - Grabmal Andreas Frank I († 1890): Stele mit reliefiertem Engelskopf | Fotos hochladen                |
| Zehnthof der Mainzer Kartause | Schwabsburg, Backhausstraße 17 Lage                | 1630                               | Krüppelwalmdachbau, Kalkbruchstein, 1630 (?), im Kern eventuell aus dem 16. Jahrhundert; Querscheune, Klinkerbau, um 1900; Spolie um 1700 | Fotos hochladen                |
| Froschmühle                   | Schwabsburg, Froschmühlweg 6 Lage                  | 1770                               | Dreiflügelanlage; eingeschossiges spätbarockes Wohn- und Mühlengebäude mit Mansarddach mit Krüppelwalmdächern, bezeichnet 1770, Nebengebäude 19. Jahrhundert | Fotos hochladen                |
| Wohnhaus                      | Schwabsburg, Hauptstraße 33 Lage                   | 1707                               | barockes Wohnhaus, teilweise Zierfachwerk, bezeichnet 1707, zweiteilige Toranlage, bezeichnet 1707 | Fotos hochladen                |
| Hofanlage                     | Schwabsburg, Hauptstraße 54 Lage                   | zweite Hälfte des 18. Jahrhunderts | Vierseithof; spätbarocker Krüppelwalmdachbau, teilweise Fachwerk (verputzt), bezeichnet 1821 (wohl Umbau), ehemaliger Kellerabgang bezeichnet 1725, Ausstattung; zweiteilige Toranlage bezeichnet 1749; rückwärtig Doppelscheune, Kelterhaus; straßenbildprägend | BW                             |
| Backhaus                      | Schwabsburg, Hauptstraße 57 Lage                   | 17. oder 18. Jahrhundert           | quadratischer Putzbau mit sechseckigem Steinhelm, 17. oder 18. Jahrhundert | BW                             |
| Evangelische Pfarrkirche      | Schwabsburg, Hauptstraße 72 Lage                   | 1892–94                            | neugotische zweischiffige Hallenkirche, Kalksteinquader, 1892–94, Ausstattung; ortsbildprägend | weitere Bilder Fotos hochladen |
| Kriegerdenkmal und Grabsteine | Schwabsburg, Hauptstraße, bei Nr. 72 Lage          | 18. und 19. Jahrhundert            | zwei barocke Grabsteine; Kriegerdenkmal 1870/71, reliefierter Obelisk, 1875 | weitere Bilder Fotos hochladen |
| Wirtschaftsgebäude            | Schwabsburg, Kirchstraße, zu Nr. 1 Lage            | um 1850/60                         | Ökonomiegebäude mit dreischiffigem kreuzgratgewölbtem Stall über acht schlanken Sandsteinsäulen und Kelterhaus bzw. Remise, Bruchsteinbau, um 1850/60 | Fotos hochladen                |
| Grenzsteine                   | Schwabsburg, Raiffeisenring, bei Nr. 4 Lage        | 16. und 17. Jahrhundert            | neun teilweise recht aufwändige, stelenförmige Grenzsteine, 16. und 17. Jahrhundert | weitere Bilder Fotos hochladen |